# Livingstonön

Renier

Livingstonön (engelska: Livingston Island), historiskt namn på ryska: Smolensk, är en ö i Antarktis, som ingår i Sydshetlandsöarna. Den upptäcktes 1819 av kapten William Smith, och när den första ryska antarktisexpeditionen passerade området i januari 1821, fann man en stor mängd amerikanska och brittiska sälfångstfartyg. Ryssarna kallade ön Smolensk, men namnet Livingston Island, vars ursprung är obekant, har blivit internationellt vedertaget.
På ön ligger två permanenta forskningsstationer, som båda upprättades 1988: spanska Juan Carlos I och bulgariska St. Kliment Ohridski.
De allra flesta kryssningar till Antarktis passerar Sydshetlandsöarna, och många turister vandrar på Hannah Point, en kustremsa på södra delen av ön.

## Bildgalleri

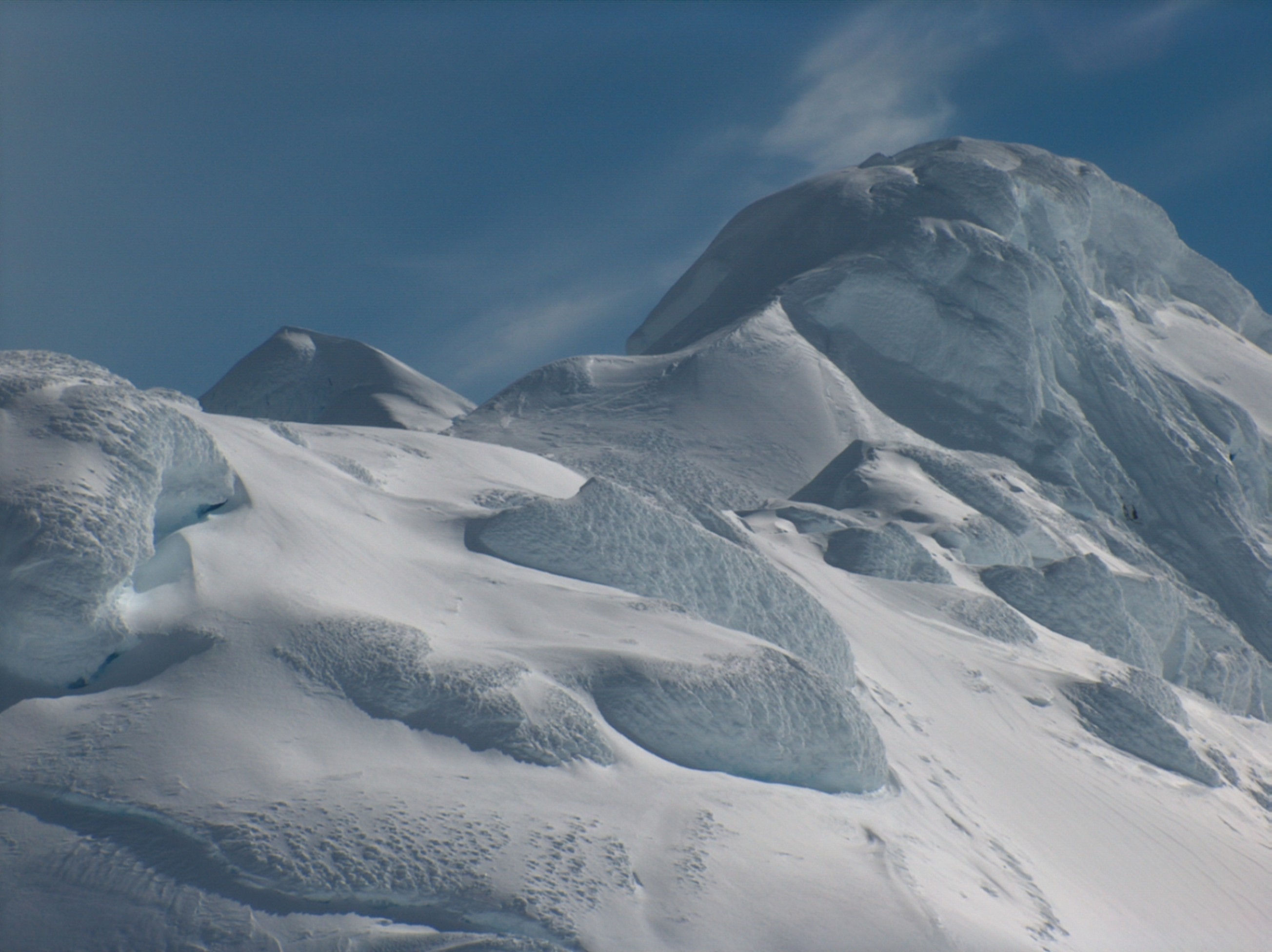
Mount Friesland når en höjd av 1700 m.
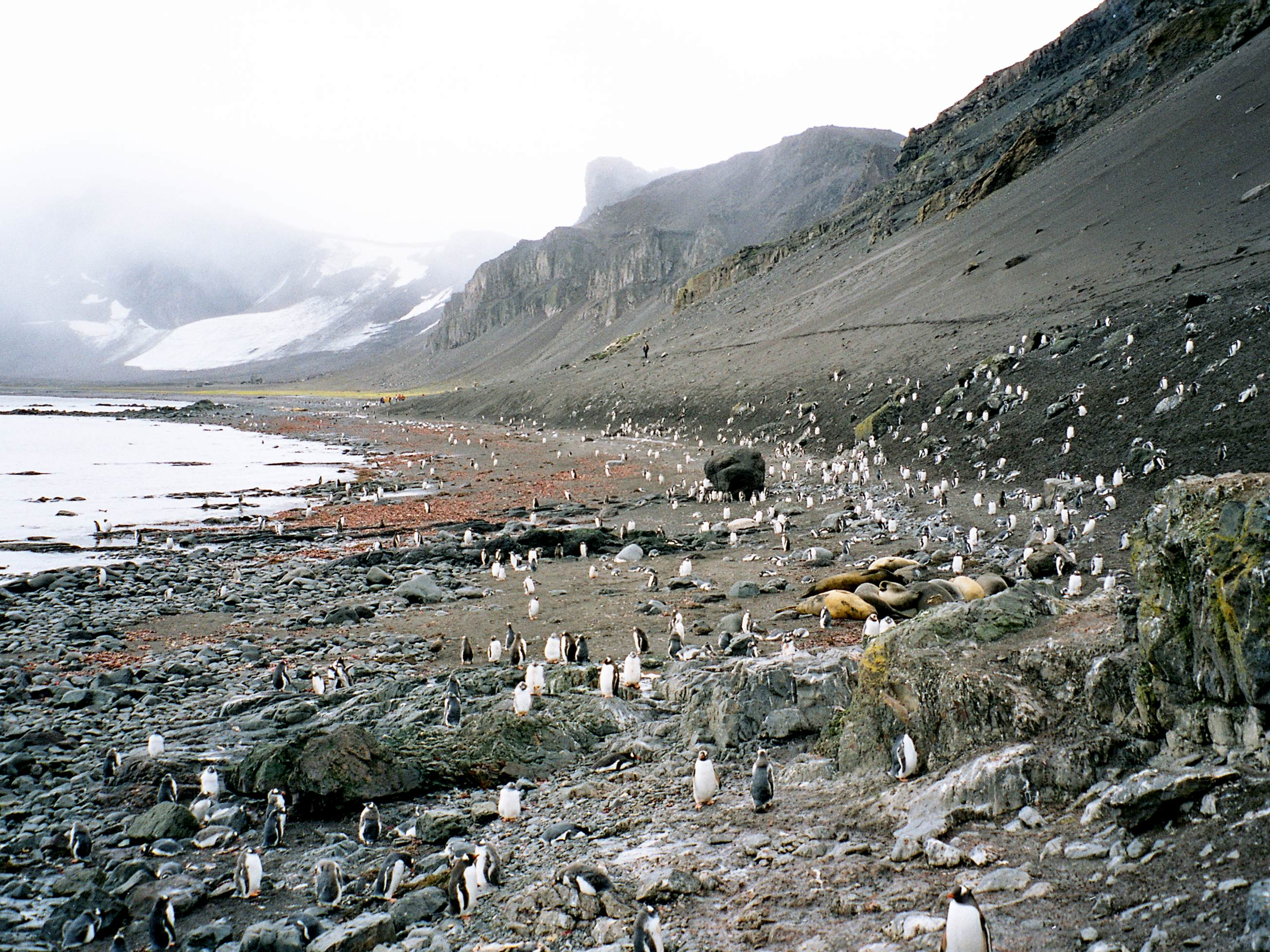
Många turister besöker Hannah Point.
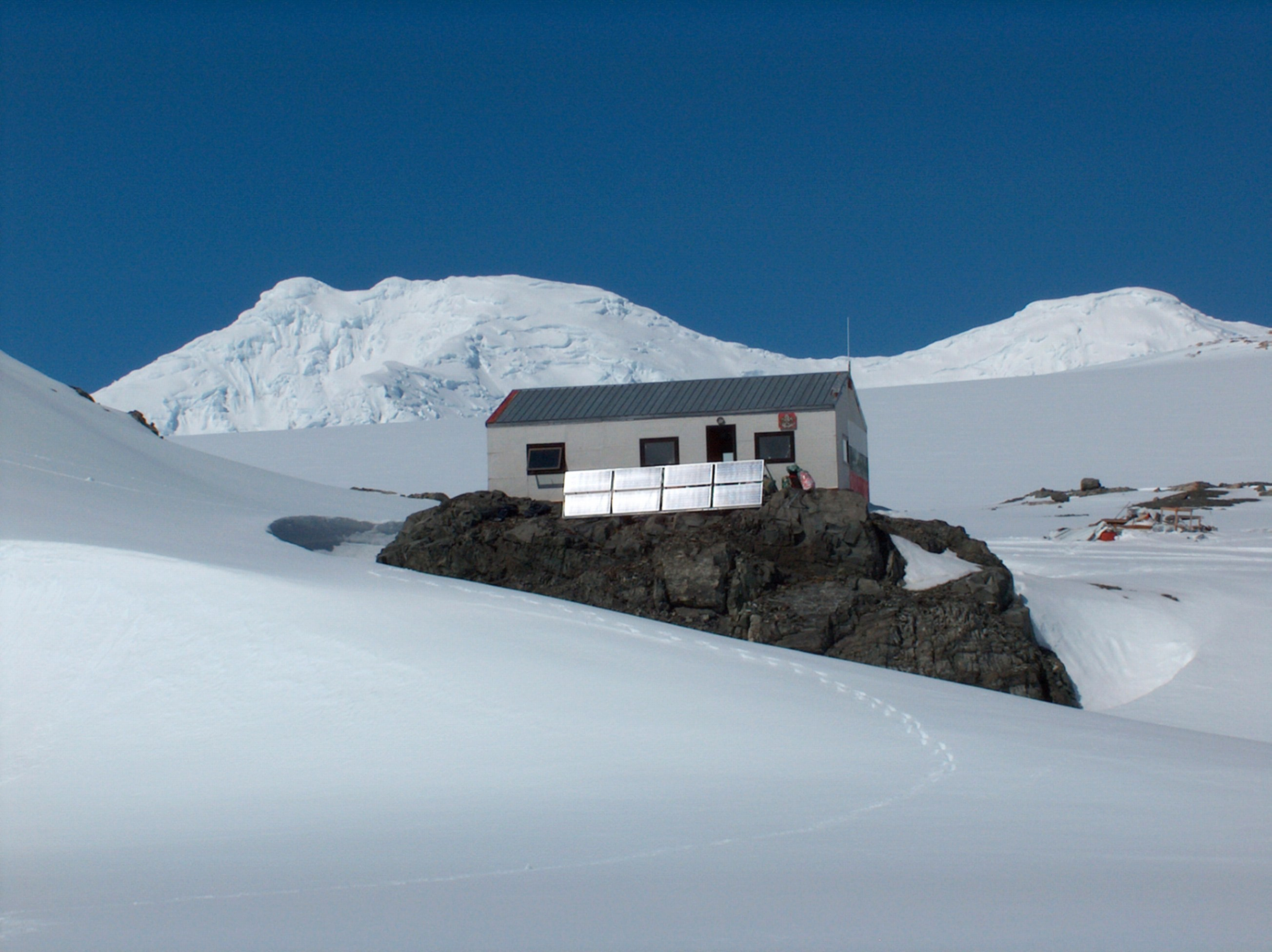
Den bulgariska forskningsstationen St. Kliment Ohridski
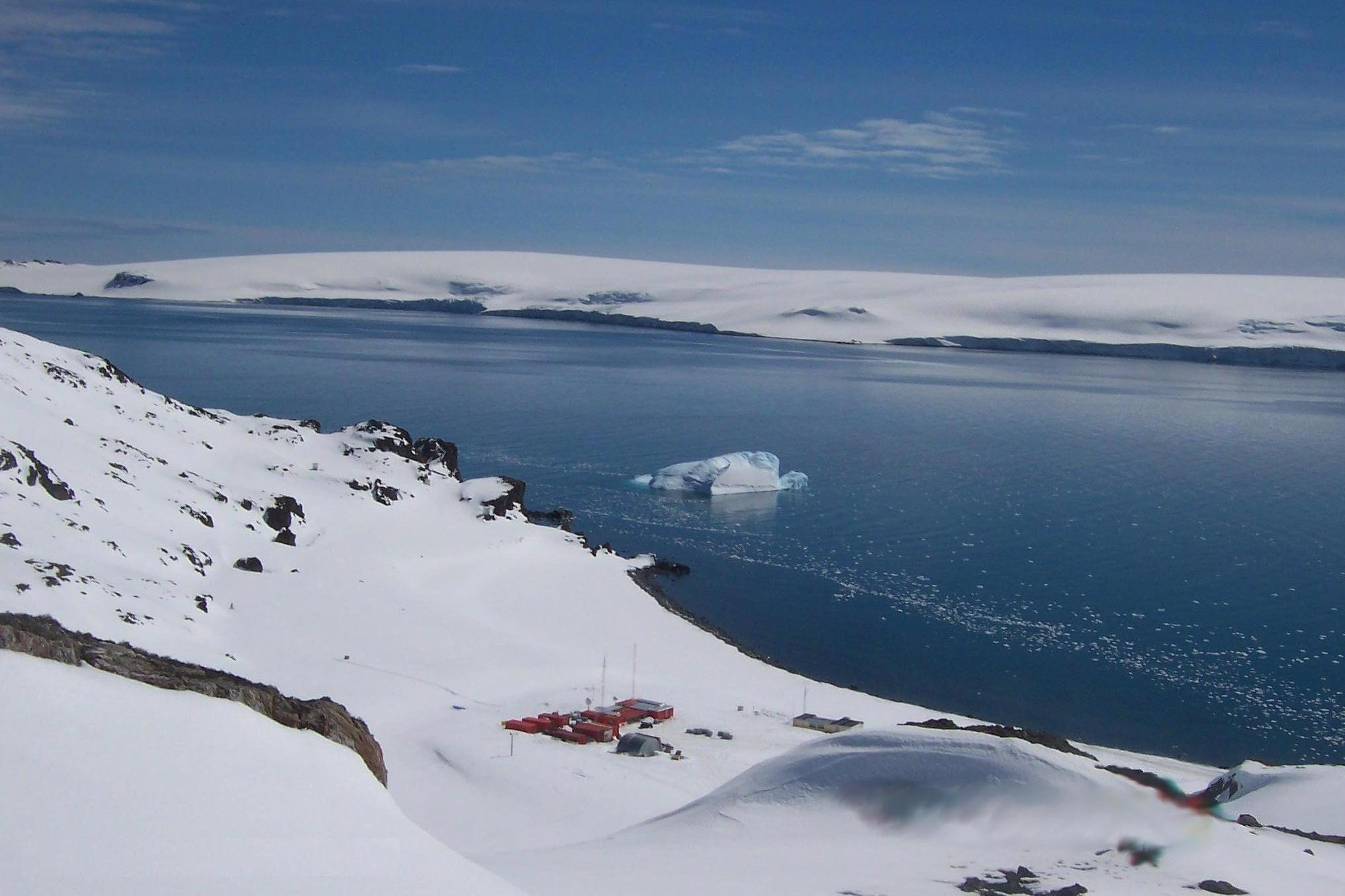
Den spanska forskningsstationen Juan Carlos I

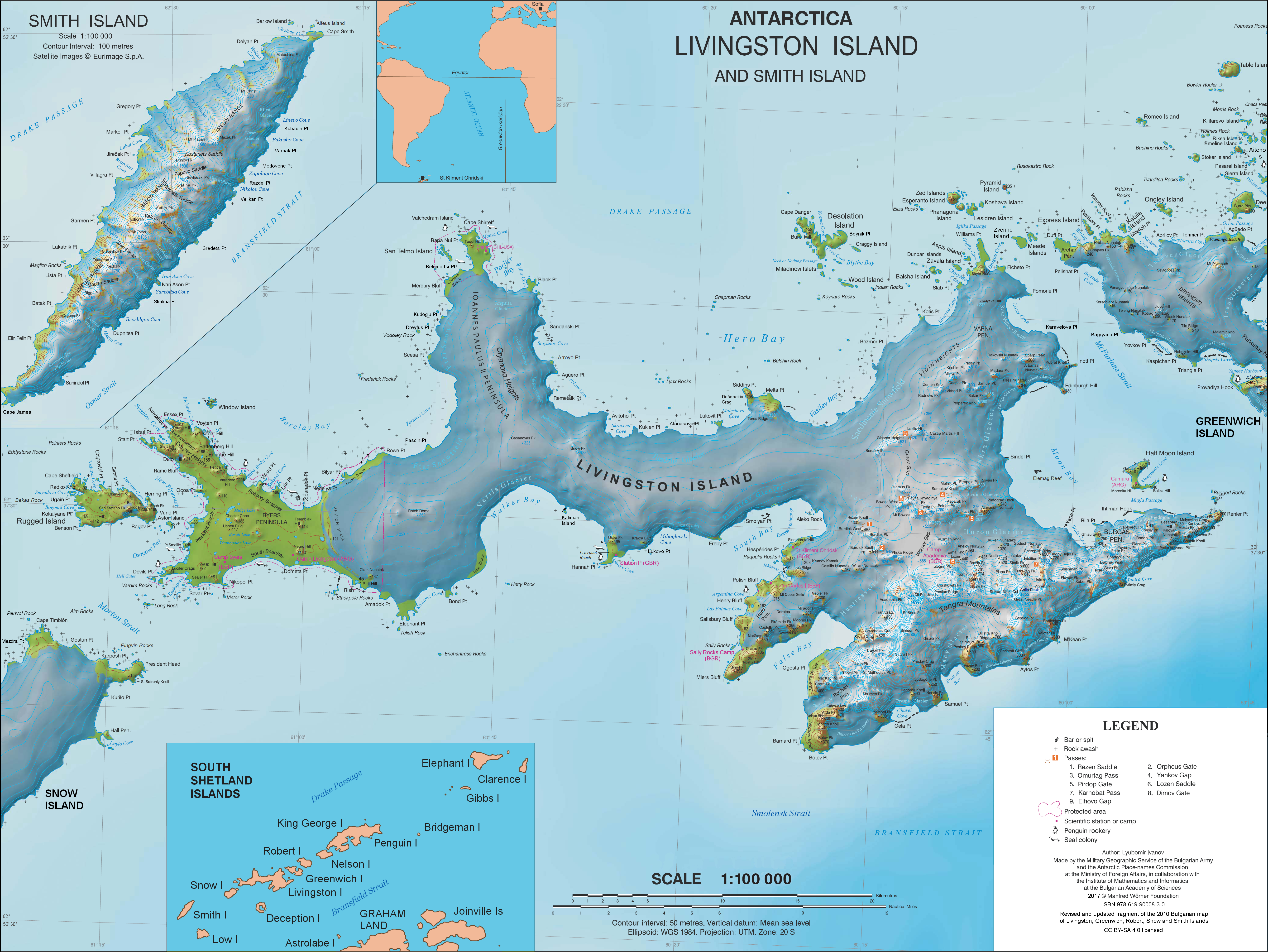
Topografisk karta över Livingstonön och näraliggande öar.

### Fotnoter
1. ↑  ”Introducing Livingston Island” (på engelska). Lonely Planet. https://www.lonelyplanet.com/livingston-island. Läst 1 januari 2016.